# Cybergeografia
Cybergeografia – dział geografii badający przestrzenną naturę sieci komputerowych, zwłaszcza Internetu oraz elektronicznych „miejsc” istniejących poza ekranami naszych komputerów, czyli cyberprzestrzeń z perspektywy społecznej, gospodarczej, kulturowej i technologicznej. Według „Słownika terminów wojskowych i powiązanych” Departamentu Obrony USA, cyberprzestrzeń to „globalna domena środowiska informacyjnego, na którą składają się współzależne sieci i infrastruktura technologii informacyjnej oraz zawarte w nich dane, w tym Internet, sieci telekomunikacyjne, systemy komputerowe, a także wbudowane procesory oraz kontrolery”.

## Ogólne informacje
Problematyka badawcza cybergeografii obejmuje szeroki zakres zjawisk geograficznych skupiających się na infrastrukturze fizycznej sieci, natężeniu ruchu i kierunku przepływu informacji, demografii nowych społeczeństw, jak i wizualizacji i percepcji nowych przestrzeni cyfrowych. Ponadto bada potencjalne oddziaływanie informatyczne technologii cyberprzestrzeni na realną przestrzeń. Badania nad cybergeografią kładą nacisk na ilościowy aspekt mierzenia i mapowania geografii cyberprzestrzeni. Istnieje wiele podejść do studiowania tego zagadnienia.

## Badania
Inicjatywa badań nad cyberprzestrzenią kierowana była przez Martina Dodge’a, geografa i entuzjastę eksploracji cyberprzestrzeni, gdy był jeszcze naukowcem w Centrum Zaawansowanej Analizy Przestrzeni (ang. CASA), które jest częścią Uniwersytetu Londyńskiego. Badania nad cybergeografią nie były oficjalnie finansowane i pozostawały jedynie projektem akademickim. Wyniki badań nad cybergeografią zamieszczane były na 3 głównych anglojęzycznych stronach internetowych, które są katalogiem zasobów informacji, źródeł danych, map internetu i wizualizacji sieci, jak również artykułów o wszelkich aspektach cybergeografii:
- Geography of Cyberspace Directory
- Atlas of Cyberspaces
- Map of the Month

Naukowiec przeniósł swoje publikacje na ten temat na swojego bloga.
Polakiem, który zajmuje się tym zagadnieniem jest dr Wojciech Retkiewicz, związany z Uniwersytetem Łódzkim, gdzie na Wydziale Nauk Geograficznych kieruje Pracownią Technik Komputerowych i Graficznych. Jest autorem strony, www.cybergeografia.pl.